# Alpaida caxias
Alpaida caxias är en spindelart som beskrevs av Levi 1988. Alpaida caxias ingår i släktet Alpaida och familjen hjulspindlar. Inga underarter finns listade i Catalogue of Life.